# 鵜来島 (福岡県)

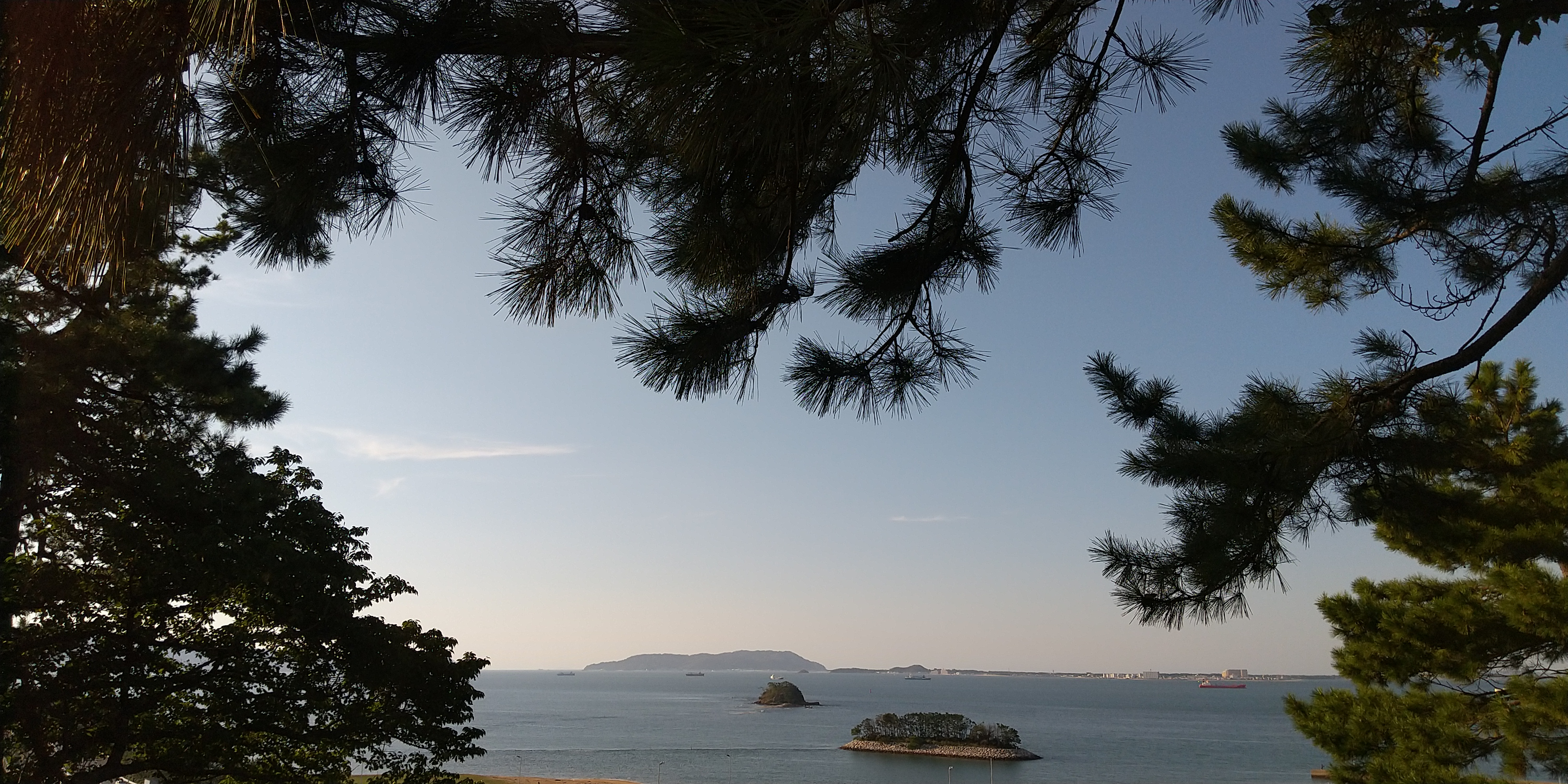
西公園から見る鵜来島（奥の小島。手前に見える島のようなものは離岸堤

鵜来島（うぐしま）は、福岡県福岡市中央区に属する、博多湾に浮かぶ無人島である。

## 概要
福岡市中央区の西公園北西、福浜地区の沖合540m程の博多湾内に位置する小さな玄武岩の無人島である。
福浜海岸の西端部の真北に位置しており、福浜海岸や西公園などから目視が可能である。面積はごく小さく、周辺は浅瀬となっており、満潮時には島の一部が水没することもある。
本土と島を結ぶ航路は一切なく、通常の手段では島に渡ることはできない。そのため、人の立ち入りはほとんどなく、島内は低木や雑草に覆われており、人工的な開発がほとんどされておらず、自然のままの状態が保たれている。その名の通り鵜などの海鳥の休憩地となっており、島内は白い鳥の糞で白くなっている部分が多々見られる。鵜の営巣地であったことに由来するとされる。

## 歴史
江戸時代初期、福岡藩初代藩主・黒田長政は、長男・忠之の素行に問題があるとして、家督を三男・長興に譲る意向を示した。このとき筆頭家老である栗山大膳（栗山利章）は忠之の後見役であり、忠之の廃嫡に強く反対した。
大膳は、家臣団の中核をなす600石以上2,000石未満の藩士の嫡男を鵜来島に集め、長政に対して忠之の家督相続を願う血判状を書かせた。彼らは「認められなければ全員切腹する」との覚悟を示し、強く嘆願したため、長政は忠之の廃嫡を撤回することとなった。
この事件は後の「黒田騒動（栗山大膳事件）」の発端の一つとされる。黒田騒動は、忠之と大膳の対立、家中の武断派と文治派の抗争、さらに江戸幕府の介入を経て、最終的に大膳は乱心とみなされ、盛岡藩預かりとなった。